# 姚文緒
姚文緒（1924年—2010年2月18日），辽宁省瓦房店市人，為中華人民共和國時期擔任海南省政協主席，為中華人民共和國海南省事務的第一任政協主席，是海南地區人民政府主席。曾任中共十三大、十四大代表，第七、八届全国政协委员。